# Cnidoscolus urens
Cnidoscolus urens là một loài thực vật có hoa trong họ Đại kích. Loài này được (L.) Arthur mô tả khoa học đầu tiên năm 1921.
Đây là loài bản địa Trung và Nam Mỹ, được tìm thấy ở Costa Rica, El Salvador, Guatemala, Honduras, Mexico, Nicaragua, Panama và Peru.

## Hình ảnh

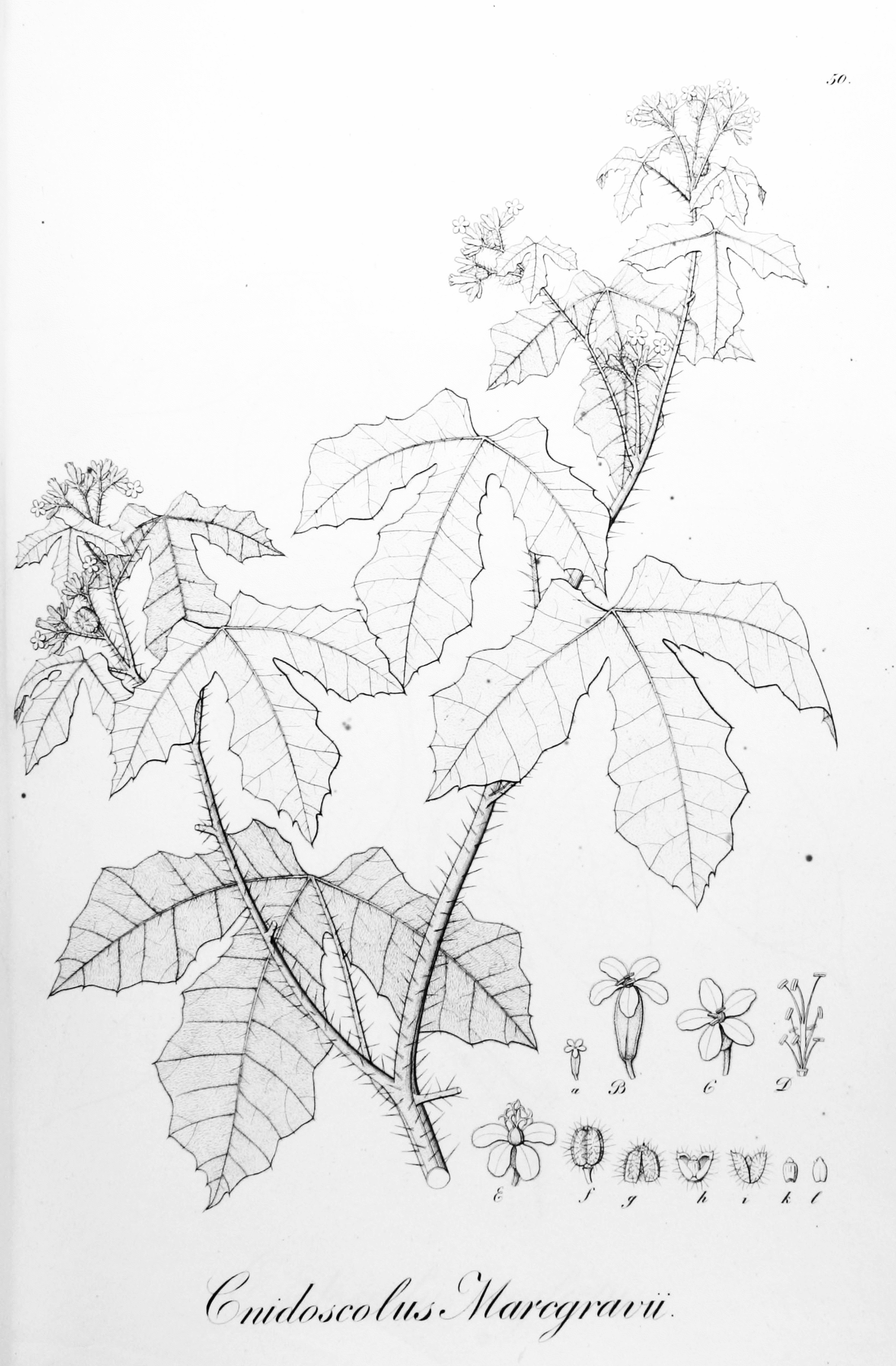
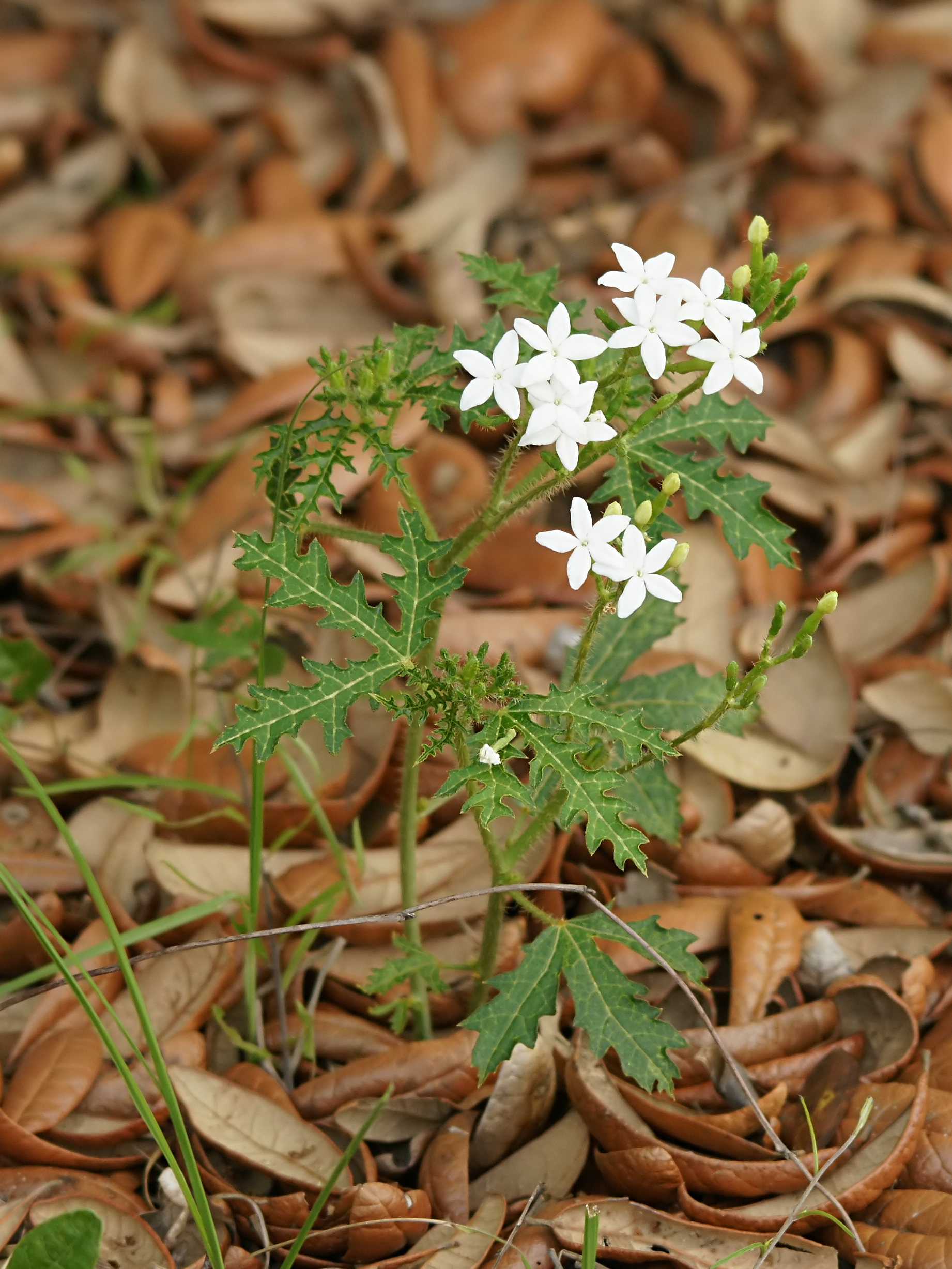
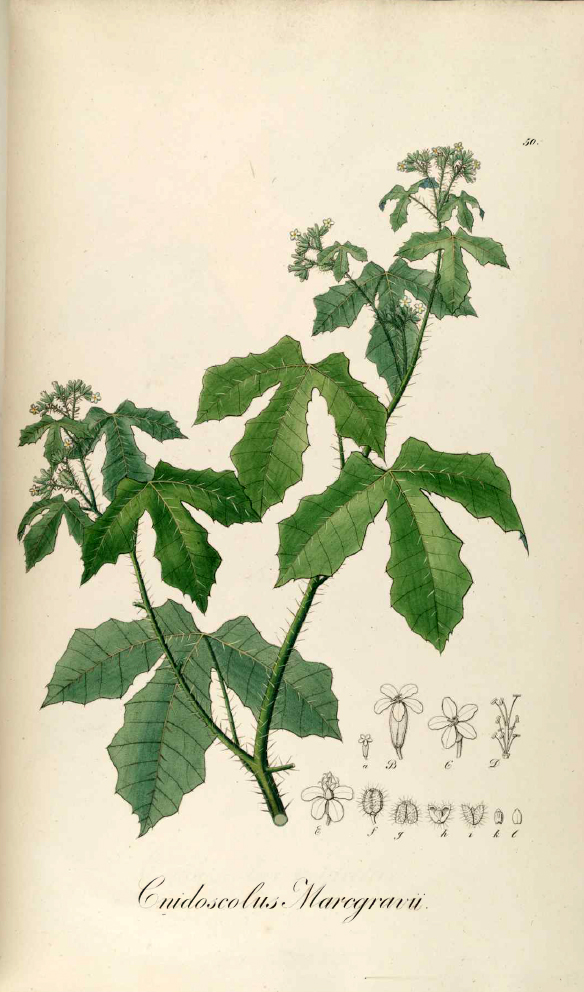
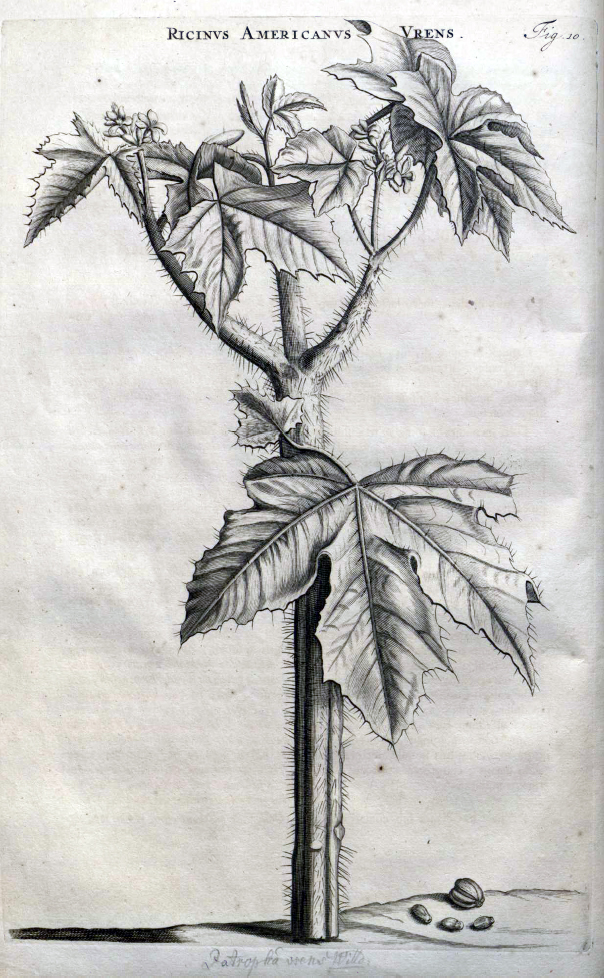